# WWE Unforgiven
WWE Unforgiven (Imperdonable en español) fue un evento pago por visión de la WWE en lo cual se ha sostenido desde septiembre desde la edición de 1999. Comenzó originalmente como un In Your House, un evento pago por visión en abril y ofreció el famoso Inferno Match entre The Undertaker y Kane. Desde 2003 a 2006, el evento ha sido exclusivo para la marca RAW.
El evento fue abandonado en 2009 y reemplazado por el PPV Breaking Point.

## Ediciones

### 1998
Unforgiven: In Your House fue realizado el 26 de abril del 1998 en el Greensboro Coliseum en Greensboro, North Carolina.

#### Resultados
- Faarooq, Ken Shamrock y Steve Blackman derrotaron a The Nation (The Rock, D'Lo Brown y Mark Henry) (con Kama Mustafa) en un Six-man tag team match (13:07)
  - Faarooq cubrió a The Rock después de un "Dominator".
- Triple H (con Chyna) derrotó a Owen Hart reteniendo el Campeonato Europeo de la WWF (12:38)
  - Triple H cubrió a Hart después de que X-Pac lo golpeara con un extinguidor de fuego.
- The New Midnight Express (Bodacious Bart y Bombastic Bob) (con Jim Cornette) derrotaron a The Rock 'n' Roll Express (Ricky Morton y Robert Gibson) reteniendo el NWA World Tag Team Championship (07:20)
  - Bart cubrió a Gibson después de un "bulldog".
- Luna Vachon (con The Artist Formerly Known As Goldust) derrotaron a Sable en un Evening Gown Match (02:35)
  - Vachon ganó cuando le quitó su ropa interior a Sable después de que Marc Mero distrajera a Sable.
- The New Age Outlaws (Billy Gunn y Road Dogg) derrotaron a LOD 2000 (Animal y Hawk) (con Sunny) reteniendo el Campeonato en parejas de la WWF (12:13)
  - Dogg cubrió a Animal después de un "German Suplex".
- The Undertaker derrotó a Kane (con Paul Bearer) en un Inferno match (15:57)
  - Undertaker ganó la pelea después de aplicarle un big boot a Kane y que este al chocar con el ring se quemara la mano.
  - Durante la lucha, Vader atacó a Kane.
- Dude Love derrotó al Campeón de la WWF Steve Austin por descalifiación (18:52)
  - Austin fue descalificado por Gerald Brisco por golpear con una silla a Vince McMahon.
  - Como consecuencia Austin retuvo el Campeonato de la WWF.

### 1999
Unforgiven 1999 fue realizado el 26 de septiembre del 1999 en el Charlotte Coliseum en Charlotte, North Carolina. Este evento destaca por haber una huelga de árbitros (Kayfabe), por lo que la mayoría de árbitros en las luchas eran especiales. Los temas oficiales del evento fueron "Terror Town" por los compositores Bruce Chianese & Geoff Levin, "Edgecrusher" por el grupo Fear Factory y "Sugar" por el grupo System Of A Down.

#### Resultados
- Val Venis derrotó a Steve Blackman con The Brooklyn Brawler como árbitro especial (6:32)
  - Venis cubrió a Blackman después de un "Money Shot".
  - Después de la lucha, Venis intento atacar a Blackman con un palo de Kendo, pero este lo atacó con una patada en la espalda y lo atacó con el mismo palo de Kendo que Venis intento utilizar.
  - Luego del ataque, intentaron llevarse a Venis en camilla pero Blackman se peleó con unos de los agentes que iba a llevarse a Venis.
- D'Lo Brown derrotó a Mark Henry (con The Hos) con Tom Prichard como árbitro especial, ganando el Campeonato Europeo de la WWF (9:14)
  - Brown cubrió a Henry después de un "Lo Down".
  - Henry y Brown se atacaron mutuamente mientras esté último hacia su entrada.
- Jeff Jarrett (con Miss Kitty) derrotó a Chyna por descalificación con Harvey Wippleman como árbitro especial, reteniendo el Campeonato Intercontinental de la WWF (11:51)
  - Chyna fue descalificada después de que Debra atacara a Jarrett con una guitarra.
  - Como consecuencia, Jarrett retuvo su título.
  - Chyna originalmente ganó pero Tom Prichard revocó esa decisión y decidió darle la victoria a Jarrett por descalificación.
  - Durante la lucha, Jarrett atacó a The Fabulous Moolah y Mae Young quienes estaban entre el público.
  - Durante la lucha Chyna atacó a Jarret con una silla en presencia del árbitro, pero no fue descalificada.
  - Después de la lucha, Chyna atacó a Prichard.
- The Acolytes (Faarooq & Bradshaw) derrotaron a The Dudley Boyz (Bubba Ray & D-Von) (7:30)
  - Faarooq cubrió a D-Von después de una "superkick" de Stevie Richards.
  - Jim Korderas fue el árbitro de esta pelea, él fue el único árbitro en no estar en huelga.
  - Después de la lucha, The Acolytes atacaron a Richards.
- Ivory derrotó a Luna Vachon en un Hardcore match reteniendo el Campeonato Femenino de la WWF (3:39)
  - Ivory cubrió a Vachon después de golpearla con un palo de madera.
  - La lucha ocurrió tras bambalinas.
  - Durante la lucha, Tori intervino en contra de Ivory.
  - Después de la lucha, The Fabulous Moolah atacó a Ivory.
- The New Age Outlaws (Mr. Ass & Road Dogg) derrotó a Edge & Christian reteniendo el Campeonato en Parejas de la WWF (11:09)
  - Mr. Ass cubrió a Edge después de un "Fameasser".
  - Durante la lucha Jeff Hardy, Matt Hardy y Gangrel atacaron a Edge & Christian.
- Al Snow (con Head) derrotó a The Big Boss Man en una Kennel from Hell Match reteniendo el Campeonato Hardcore de la WWF (11:40)
  - Snow ganó tras escapar de la jaula.
  - Tras el combate, Boss Man fue perseguido por los perros que estaban en el combate (ya que el perdedor sería atacado por ellos).
- X-Pac derrotó a Chris Jericho (con Curtis Hughes) por descalifiación con Tom Prichard como árbitro especial (13:10)
  - Jericho fue descalificado después de que Hughes atacara al árbitro.
  - Después de la lucha Hughes y Jericho atacaron a X-Pac, pero Road Dogg fue para salvarlo.
  - Originalmente Ken Shamrock era el oponente de Jericho para este evento, pero sufrió una lesión en el cuello y dejó la WWF días antes del PPV.
- Triple H (con Chyna) derrotó a The Rock, Mankind, Kane, The Big Show y The British Bulldog con Steve Austin como árbitro especial ganando el vacante Campeonato de la WWF (20:28)
  - Triple H cubrió a the Rock después de un silletazo de Bulldog y un "Pedigree".
  - El árbitro original fue Jim Korderas, pero durante la lucha, los árbitros que estaban en huelga subieron al ring y lo atacaron. Austin (que originalmente era el "Special Enforcer") procedió a atacar a los árbitros que atacaron a Korderas y asumió el cargo de árbitro.
  - Durante la lucha, Austin atacó con una silla a Bulldog.
  - Después de la lucha, Austin le aplicó un "Stone Cold Stunner" a Triple H.
  - Originalmente, The Undertaker iba a luchar en el combate, pero fue sustituido por Bulldog debido a una lesión.

### 2000
Unforgiven 2000 fue realizado el 24 de septiembre del 2000 en el First Union Center en Filadelfia (Pensilvania).

#### Resultados
- Right to Censor (Steven Richards, Val Venis, Bull Buchanan, y The Goodfather) derrotaron a The Dudley Boyz (Bubba Ray y D-Von) y The APA (Faarooq y Bradshaw) (6:04)
  - Venis cubrió a Bubba Ray después de una "Steven Kick" de Richards.
- Tazz derrotó a Jerry Lawler en una Strap Match (5:05)
  - Tazz hizo rendir a Lawler con la "Tazzmission" después de la interferencia del debutante Raven.
- Steve Blackman fue el ganador de un 10-minutes Hardcore Battle Royal ganando el Campeonato Hardcore de la WWF. Los otros luchadores fueron: Test, Perry Saturn, Crash Holly, Al Snow, y Funaki (10:00)
  - Crash cubrió a Blackman fuera del ring (3:54)
  - Saturn cubrió a Crash después de golpearlo con un cubo de basura (4:06)
  - Blackman cubrió a Saturn (9:01)
- Chris Jericho derrotó a X-Pac (9:03)
  - Jericho forzó a rendirse a X-Pac con un "Walls of Jericho".
- The Hardy Boyz (Matt y Jeff) derrotaron a Edge & Christian en una Steel Cage match ganando el Campeonato de Parejas de la WWF (23:33)
  - The Hardy ganaron al escapar por la jaula después de aplicar "Con-chair-to" en Edge.
- Eddie Guerrero (con Chyna) derrotó a Rikishi por descalificación reteniendo el Campeonato Intercontinental de la WWF (6:03)
  - Rikishi fue descalificado después de atacar a Chyna.
- Triple H (con Stephanie McMahon) derrotó a Kurt Angle (con Mick Foley como Special Guest Referee) en un No DQ match (17:26)
  - Triple H cubrió a Angle después de un "Low blow" y un "Pedigree".
- The Rock derrotó a Chris Benoit, The Undertaker y Kane en un Fatal Four-Way match reteniendo el Campeonato de la WWF (15:18)
  - The Rock cubrió a Benoit después de una "Rock Bottom".
  - Chris Benoit había ganado la pelea después de cubrir a Undertaker, pero el Comisionado Mick Foley decidió reiniciar la pelea, porque el pie de Undertaker estaba en la cuerda y el árbitro no se dio cuenta.

### 2001
Unforgiven 2001 fue realizado el 23 de septiembre del 2001 en el Mellon Arena en Pittsburgh, Pensilvania. El lema del evento fue "The Greatest of Battles Are Fought from Within". El tema oficial del evento fue "Terror Town" por los compositores Bruce Chianese & Geoff Levin.

#### Resultados
- WWF Sunday  Night HEAT Match: Billy Gunn derrotó a Tommy Dreamer (3:12)
  - Gunn cubrió a Dreamer después de un Fameasser.
- The Dudley Boyz (Bubba Ray y D-Von) derrotaron a The Big Show y Spike Dudley, Lance Storm y The Hurricane, y The Hardy Boyz (Matt y Jeff) en un Elimination Match reteniendo el Campeonato por Parejas de la WWF (14:21)
  - Big Show cubrió a Storm después de una "Chokeslam" (6:52)
  - Matt cubrió a Spike después de un "Twist of Fate" (7:57)
  - D-Von cubrió a Matt después de una "Bubba Bomb" de Bubba Ray. (14:21)
- Perry Saturn derrotó a Raven (con Terri) (5:07)
  - Saturn cubrió a Raven después de una "Three-Handled Moss-Covered Family Credenza".
- Christian derrotó a Edge ganando el Campeonato Intercontinental de la WWF (11:53)
  - Christian cubrió a Edge con un "Roll-Up" después de un "Low Blow" con una silla de acero.
- The Brothers of Destruction (The Undertaker y Kane) derrotaron a KroniK (Brian Adams y Bryan Clark) (con Steven Richards) reteniendo el Campeonato por Parejas de la WCW (10:22)
  - Undertaker cubrió a Clark después de una "Chokeslam"
  - Después de la lucha Kane le aplicó un "Chokeslam" a Richards
  - Durante la lucha Richards Interfirió a favor de Kronik
- Rob Van Dam derrotó a Chris Jericho reteniendo el Campeonato Hardcore de la WWF (16:33)
  - RVD cubrió a Jericho después de una "Five-Star Frog Splash".
  - Stephanie McMahon salió a distraer a Jericho
- The Rock derrotó a Booker T y Shane McMahon en una Handicap Match reteniendo el Campeonato de la WCW (15:23)
  - The Rock cubrió a Booker T después de una "Rock Bottom".
  - Durante la lucha, Test interfirió atacando a The Rock, pero fue perseguido por Bradshaw.
  - Durante la lucha, el árbitro de la WWF Mike Chioda interfirió a favor de The Rock, mientras que el árbitro de The Alliance Nick Patrick ayudó a Booker y Shane.
- Rhyno derrotó a Tajiri (con Torrie Wilson) ganando el Campeonato de los Estados Unidos de la WCW (4:50)
  - Rhyno cubrió a Tajiri después de una "Gore".
- Kurt Angle derrotó a Stone Cold Steve Austin ganando el Campeonato de la WWF (23:12)
  - Angle forzó a Austin a rendirse con el "Ankle Lock".
  - Después de la lucha, la familia de Angle salió a celebrar su victoria en el interior del ring, seguida por todo el roster de la WWF.

### 2002
Unforgiven 2002 fue realizado el 22 de septiembre del 2002 en el Staples Center en Los Ángeles, California. El tema oficial del evento fue "Adrenaline" de Gavin Rossdale. El lema del evento fue "The Next Big Thing has Arrived" "La Próxima Gran Cosa ha Llegado"

#### Resultados
- Lucha en Heat: Rey Mysterio derrotó a Chavo Guerrero (08:58)
  - Mysterio cubrió a Guerrero después de un "West Coast Pop".
- Kane, Goldust, Booker T & Bubba Ray Dudley derrotaron a The Un-Americans (Lance Storm, Christian, William Regal & Test) (06:16)
  - Kane cubrió a Storm después de una "Chokeslam".
- Chris Jericho derrotó a Ric Flair reteniendo el Campeonato Intercontinental (11:55)
  - Jericho forzó a rendirse a Flair con un "Walls of Jericho".
- Eddie Guerrero derrotó a Edge (11:55)
  - Guerrero cubrió a Edge después de un "Sunset Flip" desde la tercera cuerda.
- 3-Minute Warning (Rosey & Jamal) (con Rico) derrotaron a Billy & Chuck (6:38)
  - Jamal cubrió a Gunn después de un "Samoan drop".
- Triple H derrotó a Rob Van Dam reteniendo el Campeonato Mundial Peso Pesado (18:17)
  - Triple H cubrió a RVD después de un "Pedigree".
  - Durante la lucha, Ric Flair intervino a favor de HHH Cambiando a Heel.
- Trish Stratus derrotó a Molly Holly ganando el Campeonato Femenino de la WWE (5:46)
  - Stratus cubrió a Holly después de una "Stratusfaction".
- Chris Benoit derrotó a Kurt Angle (13:55)
  - Benoit realizó la cuenta de tres a Angle apoyándose con las cuerdas.
- El Campeón de la WWE Brock Lesnar (con Paul Heyman) y The Undertaker terminaron sin resultado (20:27)
  - El árbitro descalificó a ambos luchadores cuando se golpearon constantemente.
  - Como resultado Lesnar retuvo el Campeonato de la WWE.
  - Después del combate Lesnar y Undertaker siguieron peleando, hasta que Undertaker lanzó a Lesnar al cartel de "Unforgiven".
  - Durante el combate, Matt Hardy interfirió a favor de Lesnar, pero fue castigado por Undertaker con un Last Ride
  - Originalmente Triple H iba a ser el rival de Lesnar pero debido a que este fue trasladado a Smackdown! con el Campeonato de WWE por lo que a HHH se le otorgó el Campeonato Mundial peso pesado en Raw.

### 2003
Unforgiven 2003 fue realizado el 21 de septiembre del 2003 en el Giant Center en Hershey, Pensilvania. Los temas oficiales del evento fueron "Enemy" del grupo Sevendust y "Suffocate" del grupo Cold. El lema del evento fue "Face Your Fear" (Enfrenta Tu Miedo).

#### Resultados
- Lucha en Heat: Maven derrotó a Steven Richards (con Victoria). (5:13)
  - Maven cubrió a Richards después de un "Tornado DDT".
- The Dudley Boyz (Bubba Ray, Spike & D-Von) derrotaron a Rob Conway & La Résistance (Sylvain Grenier & René Duprée) (c) en un Tables Match ganando el Campeonato Mundial por Parejas de la WWE (10:17)
  - Team 3D aplicó un "3D" a Duprée a través de una mesa para ganar.
- Test (con Stacy Keibler) derrotó a Scott Steiner (6:56)
  - Test cubrió a Steiner después de que Stacy golpeara accidentalmente a Steiner con una silla seguido de un "Big Boot".
  - Durante la lucha Stacy intervino a favor de Test.
  - Como consecuencia, Test obtuvo los servicios de Keibler y Steiner
- Randy Orton (con Ric Flair) derrotó a Shawn Michaels (18:47)
  - Orton cubrió a Michaels después de que le golpeara con un puño americano.
  - Michaels había derrotado a Orton, pero Ric Flair coloco la pierna de Orton en la cuerda inferior después de la cuenta y el árbitro reinició la lucha.
  - Durante la lucha, Flair intervino a favor de Orton.
- Trish Stratus & Lita derrotaron a Molly Holly & Gail Kim (6:46)
  - Lita cubrió a Holly después de un "Litasault".
  - Durante la lucha Holly le agarró el pie a Lita y la dejó caer al piso de la lona haciendo que su nariz sangrara.
- Kane derrotó a Shane McMahon en un Last Man Standing match (19:42)
  - McMahon no se pudo levantar antes del conteo de 10 después de fallar un "Leap of Faith" desde el titantron.
  - Antes de la lucha, McMahon atacó a Kane con una silla mientras este último hacia su entrada.
  - Después de la lucha, McMahon fue sacado en camilla.
- Christian derrotó a Chris Jericho y a Rob Van Dam reteniendo el Campeonato Intercontinental de la WWE (19:03)
  - Christian cubrió a RVD después de golpearlo con el cinturón.
- Al Snow & Jonathan Coachman derrotaron a Jim Ross & a Jerry "The King" Lawler (8:13)
  - Coach cubrió al Ross después de una "Dropkick" de Chris Jericho.
  - Los ganadores del combate ganaron el derecho de ser los comentaristas de Raw.
- Goldberg derrotó a Triple H en un Carrer vs Title Match y ganó el Campeonato Mundial Peso Pesado (14:57)
  - Goldberg cubrió a Triple H después de un "Jackhamer".
  - Si Triple H perdía por Cuenta fuera o descalificación perdería el campeonato.
  - Si Goldberg perdía, tenía que retirarse de la lucha libre profesional.

### 2004
Unforgiven 2004 fue realizado el 12 de septiembre del 2004 en el Rose Garden Arena en Portland, Oregón. Los temas oficiales del evento fueron "Survival Of The Sickest" de Saliva y "Next" (instrumental) de Chris Goulstone. El lema del evento fue "Insane. Pain. Kane.".

#### Resultados
- Lucha en Heat: Maven derrotó a Rodney Mack (con Jazz) (4:42)
  - Maven cubrió a Mack con un "Roll-up" luego de que Mack chocara con Jazz.
- Chris Benoit y William Regal derrotaron a Ric Flair y Batista (15:05)
  - Benoit forzó a rendirse a "Flair" con un "Crippler Crossface".
- Trish Stratus (con Tyson Tomko) derrotó a Victoria reteniendo el Campeonato Femenino de la WWE (8:21)
  - Trish cubrió a Victoria después de un "Stratusfaction".
  - Tomko intento atacar a Victoria luego del combate mientras ella fue salvada por una mujer misteriosa que resultó ser Steven Richards disfrazado. Luego Tomko lo retó a él a un combate.
- Tyson Tomko derrotó a Steven Richards (6:24)
  - Tomko cubrió a Richards luego de un "Modified swinging neckbreaker"
- Chris Jericho derrotó a Christian en un Ladder match ganando la vacante del Campeonato Intercontinental de la WWE (22:29)
  - Jericho ganó la lucha agarrando el cinturón en lo alto del coliseo.
- Shawn Michaels derrotó a Kane (con Lita) en una lucha Sin Descalificación (18:02)
  - Michaels cubrió a Kane luego de un "Sweet Chin Music".
  - Lita interfirió a favor de Michaels.
- La Résistance (Sylvain Grenier y Robért Conway) derrotaron a Tajiri y Rhyno reteniendo el Campeonato Mundial en Parejas (9:40)
  - Grenier cubrió a Rhyno después de golpearlo con la bandera de Quebec.
- Triple H derrotó a Randy Orton ganando Campeonato Mundial Peso Pesado (24:44)
  - Triple H cubrió a Orton luego de un "Pedigree" encima de una silla de metal.
  - Jonathan Coachman, Ric Flair y Batista interfirieron para ayudar a Triple H.

### 2005
Unforgiven 2005 fue realizado el 18 de septiembre del 2005 en el Ford Center en Oklahoma City, Oklahoma. Los temas oficiales del evento fueron "Calling" de Taproot y "Hate Noise" de DJ Case.

#### Resultados
- Lucha en Heat: Rob Conway derrotó a Tajiri (3:44)
  - Conway cubrió a Tajiri luego de un "Ego Trip".
- Ric Flair derrotó a Carlito ganando el Campeonato Intercontinental (11:46)
  - Flair logró que Carlito se rindiera aplicándole una "Figure Four Leglock".
  - Después de la lucha, Flair fue a celebrar con cuatro fans y las llevó tras bambalinas.
- Trish Stratus y Ashley Massaro derrotaron a The Ladies in Pink (Victoria y Torrie Wilson) (w/Candice Michelle) (7:05)
  - Trish cubrió a Victoria luego de una "Chick Kick".
  - Durante la lucha,  Candice intervino a favor de Victoria y Wilson.
- The Big Show derrotó a Snitsky (6:11)
  - Big Show cubrió a Snitsky luego de una "Chokeslam".
  - Luego de la lucha el Big Show golpeó a Snitsky dos veces con la campana del ring.
- Shelton Benjamin derrotó a Kerwin White (8:06)
  - Benjamin cubrió a White luego de un "T-Bone Suplex".
- Matt Hardy derrotó a Edge (w/Lita) en un "Steel cage match" (21:33)
  - Hardy cubrió a Edge luego de un "Diving Leg Drop" desde lo alto de la jaula.
  - Durante la lucha, Lita intervino a favor de Edge pero Hardy le aplicó un "Twist of Fate".
  - El maletín Money in the Bank de Edge no estuvo en juego.
- Lance Cade & Trevor Murdoch derrotaron a Rosey & The Hurricane ganando el Campeonato Mundial en Parejas (7:40)
  - Murdoch cubrió a Hurricane luego de un "Sweet and Sour" con Cade.
- Shawn Michaels derrotó a Chris Masters (16:44)
  - Michaels cubrió a Masters luego de una "Sweet Chin Music".
- Kurt Angle derrotó al Campeón de la WWE John Cena por descalificación (17:15)
  - Cena fue descalificado por golpear a Angle con el título.
  - Como resultado Cena retuvo el campeonato.
  - Después de la lucha, Cena le aplicó un "FU" a Eric Bischoff.
  - Después de la lucha, Angle atacó a Cena hasta que esté último le aplicó un "FU" en la mesa de los comentaristas.

### 2006
Unforgiven 2006 tuvo lugar el 17 de septiembre del 2006 desde el Air Canada Centre en Toronto, Ontario. El tema oficial del evento fue "Run" de Day of Fire.

#### Resultados
- Dark match: Super Crazy derrotó a Shelton Benjamin (7:01)
  - Crazy cubrió a Benjamin.
- Johnny Nitro (con Melina) derrotó a Jeff Hardy reteniendo el Campeonato Intercontinental (17:36)
  - Nitro cubrió a Hardy después de que Melina lo golpeara con sus botas.
- Kane y Umaga (w/Armando Alejandro Estrada) lograron una doble cuenta fuera (7:03)
  - Ambos hombres fueron contados fuera del ring después de que se pusieran a luchar en la entrada.
- Spirit Squad (Kenny y Mikey) (con/Mitch, Johnny, y Nicky) derrotaron a The Highlanders (Robbie y Rory McAllister) reteniendo el Campeonato Mundial en Parejas (9:59)
  - Mikey cubrió a Rory después de un "Facebuster".
- D-Generation X (Triple H y Shawn Michaels) derrotaron a Vince McMahon, Shane McMahon y The Big Show en un Hell in a Cell (25:04)
  - Triple H cubrió a Vince de un "Sweet Chin Music" de Michaels seguido golpe con el mazo.
  - Durante la lucha, Michaels y Triple H forzaron a Vince a besar el trasero de Big Show.
  - Luego del combate Shane y Vince McMahon fueron sacados en camilla.
- Trish Stratus derrotó a Lita ganando el Campeonato Femenino (11:34)
  - Stratus forzó a Lita a rendirse con un "Sharpshooter".
  - Esta fue la última lucha de Trish antes de retirarse.
- Randy Orton derrotó a Carlito (8:41)
  - Orton cubrió a Carlito después de revertirle un ataque aéreo en un "RKO".
- John Cena derrotó a Edge (w/Lita) en un Tables, Ladders and Chairs Match ganando el Campeonato de la WWE (25:28)
  - Cena ganó tras descolgar el campeonato.
  - Durante la lucha, Lita intervino a favor de Edge.
  - Si Cena perdía, debía dejar RAW para irse a SmackDown!.

### 2007
Unforgiven 2007 tuvo lugar el 16 de septiembre del 2007 desde el FedEx Forum en Memphis, Tennessee. El tema oficial fue "Rise Today" del grupo Alter Bridge.

#### Resultados
- Dark match: Kane derrotó a Kenny Dykstra
  - Kane cubrió a Kenny después de una "Chokeslam".
- CM Punk derrotó a Elijah Burke reteniendo el Campeonato de la ECW (11:52)
  - Punk cubrió a Burke con un "Roll-Up"
- Matt Hardy & Montel Vontavious Porter derrotaron a Deuce 'N Domino (con Cherry) reteniendo el Campeonato en Parejas de la WWE (9:19)
  - Matt cubrió a Deuce después de un "Twist of Fate"
- Triple H derrotó a Carlito en un No Disqualification Match (10:40)
  - Triple H cubrió a Carlito después de un "Low Blow" y un "Pedigree"
  - La regla de no DQ solo pudo ser utilizada por Carlito.
- Candice Michelle derrotó a Beth Phoenix reteniendo el Campeonato Femenino de la WWE (7:17)
  - Candice cubrió a Beth con un "Crucifix Roll-Up"
- Batista derrotó a The Great Khali (c) (con  Ranjin Singh) y Rey Mysterio ganando el Campeonato Mundial Peso Pesado (8:01)
  - Batista cubrió a Khali después de un "619" de Mysterio, un "Batista Bomb" a Mysterio sobre Khali y un "Spinebuster" de Batista.
  - Mysterio logró ser el retador de este combate tras ganar un torneo.
- Lance Cade & Trevor Murdoch derrotaron a Paul London & Brian Kendrick reteniendo el Campeonato Mundial en Parejas de la WWE (11:48)
  - Murdoch cubrió a Kendrick después de un "Sitout Side Slam Spinebuster" de Cade
- Randy Orton derrotó al Campeón de la WWE John Cena por descalificación (7:22)
  - Cena fue descalificado después de golpear insistentemente a Orton en el esquinero.
  - Como resultado, Cena retuvo el campeonato.
  - Después de la lucha, Cena aplicó a Orton una STFU y el padre de Cena pateó a Orton en la cabeza.
- The Undertaker derrotó a Mark Henry (11:25)
  - Undertaker cubrió a Henry después de un "Last Ride"
  - Este fue el regreso de Undertaker después de una lesión.

### 2008
Unforgiven 2008 tuvo lugar el 7 de septiembre del 2008 desde el Quicken Loans Arena en Cleveland, Ohio. El tema oficial del evento fue "Rock Out" de Motörhead.

#### Resultados
- Dark match: Evan Bourne derrotó a John Morrison
  - Bourne cubrió a Morrison después de una "Air Bourne".
- Matt Hardy derrotó a Mark Henry (c), The Miz, Finlay y Chavo Guerrero en un 20 Minutes Championship Scramble ganando el Campeonato de la ECW. (20:04)
  - Chavo cubrió a Matt después de una "Frog Splash". (Campeón transitorio)
  - Matt cubrió a Chavo después de un "Side Effect". (Campeón transitorio)
  - Henry cubrió a Chavo después de un "World's Strongest Slam". (Campeón transitorio)
  - Finlay cubrió a Matt después de un "Celtic Cross". (Campeón transitorio)
  - Matt cubrió a Miz después de un "Twist of Fate". (Campeón final y oficial)
- The Legacy (Ted DiBiase & Cody Rhodes) derrotaron a Cryme Tyme (JTG & Shad) reteniendo el Campeonato Mundial en Parejas(11:35)
  - Cody cubrió a JTG con un "Inside Cradle".
  - Después de la lucha, Cryme Tyme intentó atacar a los campeones, pero Manu debutó en la WWE, ayudando a DiBiase y Rhodes.
- Shawn Michaels derrotó a Chris Jericho en un Unsanctioned Match. (26:53)
  - El árbitro paró el combate y dio como ganador a Michaels cuando Jericho no pudo continuar después de ser golpeado con la hebilla de un cinturón en su ojo.
  - Tras la lucha Michaels continuó atacando a Jericho y le aplicó un "Sweet Chin Music" al árbitro.
  - Durante la lucha Lance Cade intervino a favor de Jericho.
- Triple H derrotó a The Brian Kendrick, Montel Vontavious Porter, Jeff Hardy y Shelton Benjamin en un 20 Minutes Championship Scramble reteniendo el Campeonato de la WWE. (20:16)
  - Jeff cubrió a Kendrick después de un "Reverse Powerbomb". (Campeón transitorio)
  - Kendrick cubrió a Jeff después de un "The Kendrick". (Campeón transitorio)
  - Triple H cubrió a Kendrick después de un "Pedigree". (Campeón transitorio)
  - Jeff cubrió a MVP después de un "Twist of Fate". (Campeón transitorio)
  - Triple H cubrió a Kendrick después de un "Pedigree". (Campeón transitorio)
  - Jeff cubrió a Kendrick después de un "Swanton Bomb". (Campeón transitorio)
  - Triple H cubrió a MVP después de un "Pedigree". (Campeón final y oficial)
- Michelle McCool derrotó a Maryse reteniendo el Campeonato de Divas de la WWE. (05:42)
  - McCool cubrió a Maryse después de un "Wings of Love"
- Chris Jericho derrotó a Kane, JBL, Batista y Rey Mysterio en un 20 Minutes
Championship Scramble ganando el vacante Campeonato Mundial Peso Pesado. (20:15)
  - Kane cubrió a JBL después de una "Chokeslam". (Campeón transitorio)
  - Batista cubrió a Kane después de un "Spinebuster". (Campeón transitorio)
  - Jericho cubrió a Kane después del mismo "Spinebuster" de Batista. (Campeón final y oficial)
  - Originalmente, John Cena era un participante del combate, pero fue reemplazado por Mysterio debido a una lesión.
  - Originalmente, CM Punk estaba por defender el campeonato antes del combate, pero fue reemplazado por Jericho tras ser atacado en el backstage por Ted DiBiase, Cody Rhodes, Manu y Randy Orton.